# Pégase dans la littérature

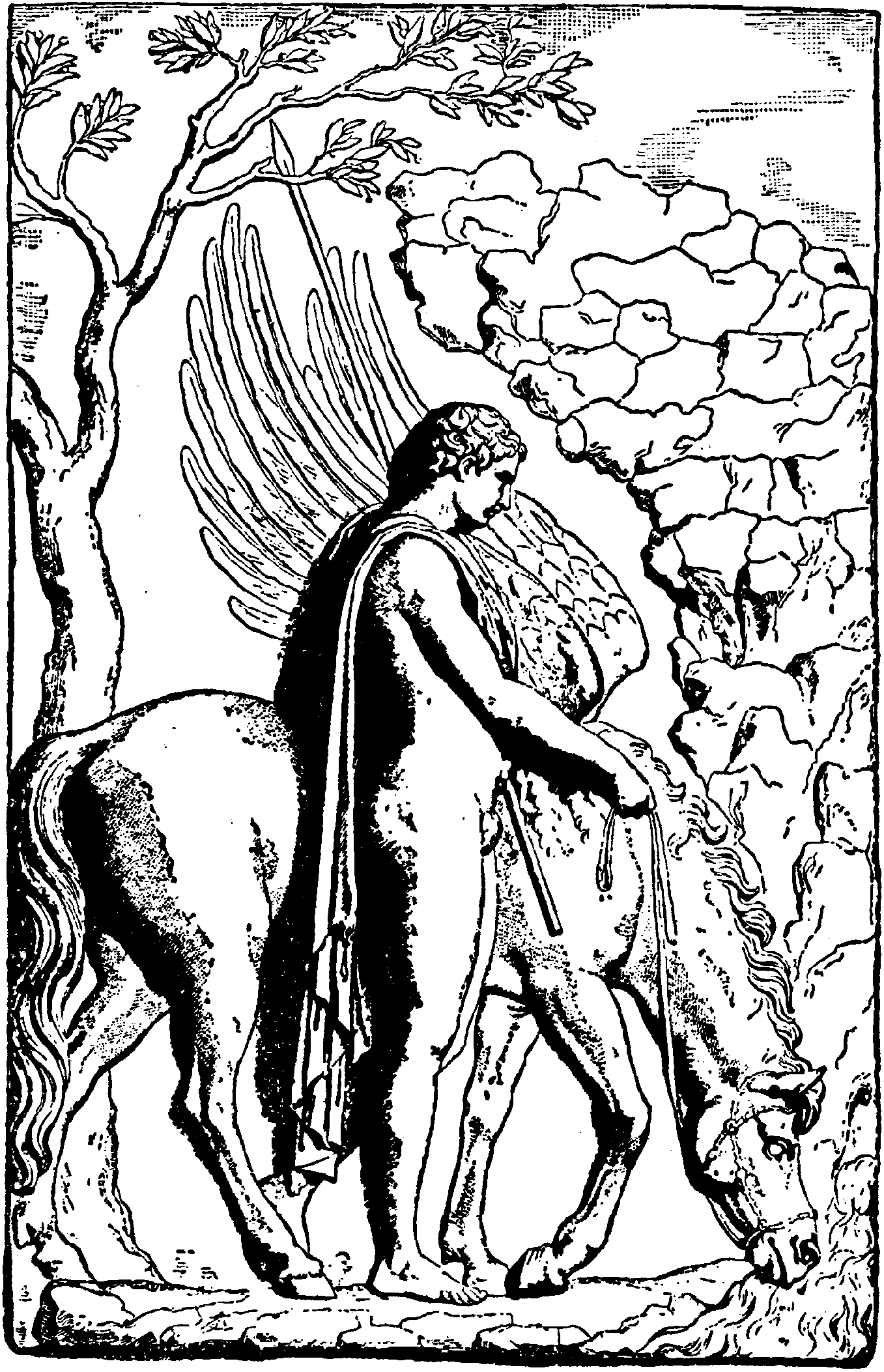
Bellérophon et Pégase selon le Nordisk familjebok.

Le mythe de Pégase est omniprésent dans la littérature dite classique et dans la poésie, à tel point qu'on ne compte plus les célèbres auteurs qui lui ont dédié un ou plusieurs textes, en particulier des poèmes où il fait référence à l'appel de l'inspiration. Voltaire, Honoré de Balzac, Friedrich Schiller, Heinrich Heine, Victor Hugo, Alice de Chambrier, José-Maria de Heredia ou encore Jean Cocteau ont ainsi rendu hommage au cheval ailé de la mythologie grecque, chacun à sa façon, à travers une ou plusieurs de leurs œuvres.

## Pégase en poésie

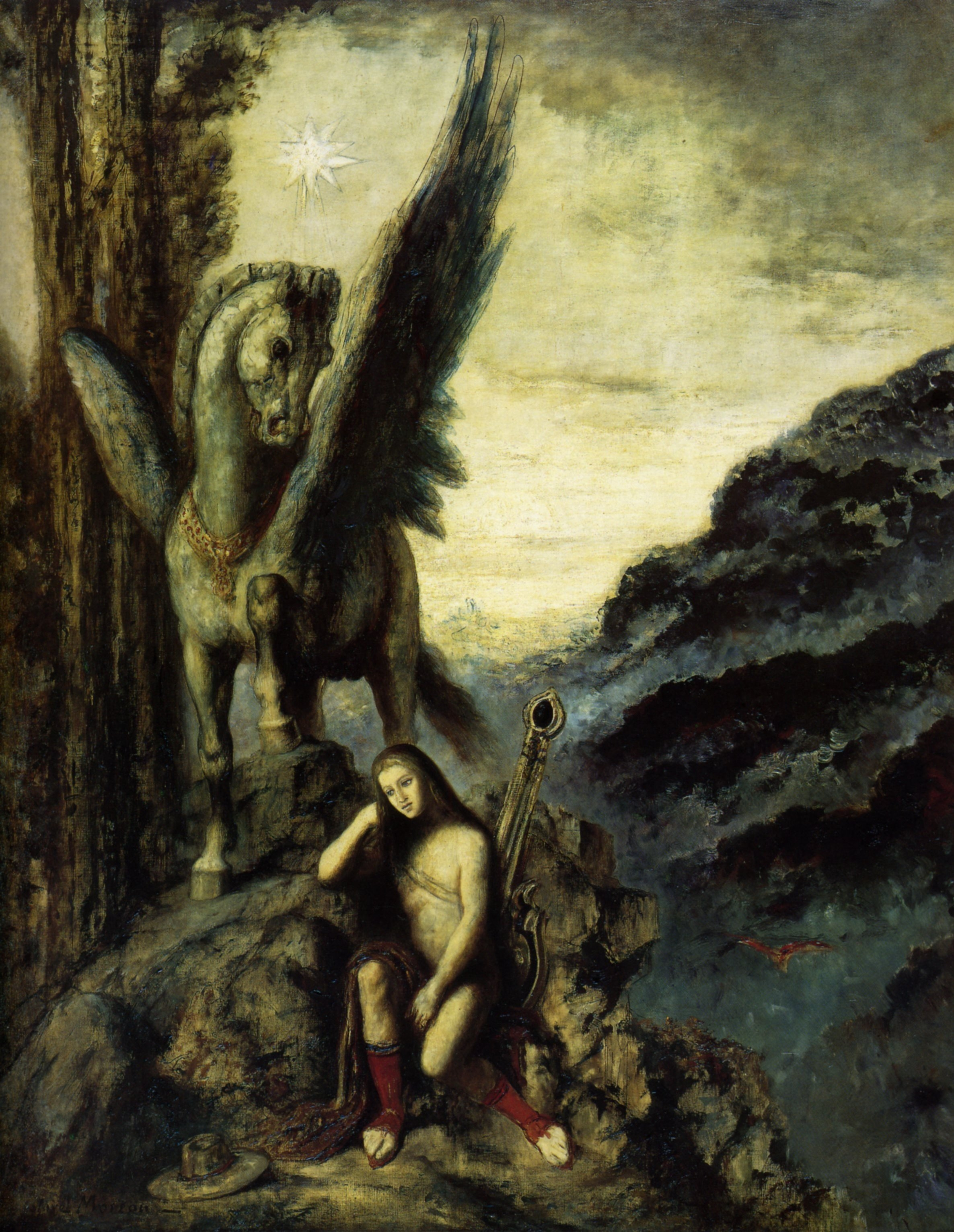
Le Poète voyageur, peinture de Gustave Moreau créée à la fin du XIXe siècle.

C'est après l'Antiquité classique, à partir du XVe siècle et principalement au XIXe siècle que Pégase devient le symbole de la poésie et par extension de l'inspiration poétique. Dans cette fonction où le cheval ailé est alliés des poètes, probablement popularisée par Boiardo, ses ailes sont symbole d'un appel de l'inspiration, du besoin de s'élever dans les solitudes célestes, du bondissement de l'âme que la pensée arrache au sol. 
Cette symbolique a donné naissance à des expressions littéraires liées à la poésie, mentionnées par l'Académie française au XIXe siècle. « Enfourcher Pégase » ou « monter sur Pégase » signifie « avoir de l'inspiration » et faire des vers, c'est-à-dire écrire de la poésie. « Son Pégase est rétif » ou « Pégase est rétif pour lui » désigne les mauvais poètes. Le lien entre cette fonction d'allié des poètes et la symbolique originelle de Pégase dans la geste de Bellérophon semble découler du fait qu'en exerçant leur art, les poètes « deviennent Bellérophon volant sur Pégase, le cheval doté des ailes de l'imagination ». En effet, écrire de la poésie demande, entre autres qualités, d'avoir de l'intuition et de l'imagination. Il s'agit là d'une qualité indispensable au poète : il aurait beau manier les mots avec la plus grande habileté, s'il n'a pas d'imagination, il ne peut pas être poète.

### Voltaire
Voltaire est l'auteur d'un Dialogue de Pégase et du vieillard dans lequel le coursier ailé rencontre un paysan travaillant la terre, et lui demande de le monter. Cette œuvre a donné lieu à une poésie anonyme en réponse. 

### Friedrich Schiller
Friedrich Schiller est l'auteur de Pégase mis au joug, un poème à morale dans lequel un paysan achète Pégase à un poète affamé, et tente de lui faire exécuter divers travaux de ferme sans succès, avant de le confier à un autre poète. Il a fait l'objet de traductions par Gérard de Nerval en 1830, Xavier Marmier en 1854 et William Chapman en 1912, dans son recueil Les Fleurs de givre.

### Heinrich Heine
L'Allemand Heinrich Heine nommait sa Muse « Pégase » et lui consacra forcément quelques poèmes :

« Mon Pégase n'obéit qu'à son caprice, soit qu'il galope, ou qu'il trotte, ou qu'il vole dans le royaume des fables. Ce n'est pas une vertueuse et utile haridelle de l'écurie bourgeoise, encore moins un cheval de bataille qui sache battre la poussière et hennir pathétiquement dans le combat des partis. Non ! Les pieds de mon coursier ailé sont ferrés d'or, ses rênes sont des colliers de perles et je les laisse joyeusement flotter. »

— Rêve d'une nuit d'été

### Victor Hugo
L’écrivain et poète français Victor Hugo consacra deux poèmes entiers à Pégase dans Les Chansons des rues et des bois : Le Cheval, qui ouvre le recueil, et « Au cheval », qui le clôture :
| Le cheval (extrait) 31 juillet 1859 | Au cheval (extrait, IX) |
| --- | --- |
| Moi, sans quitter la plate-longe, Sans le lâcher, je lui montrais Le pré charmant, couleur de songe, Où le vers rit sous l'antre frais. Je lui montrais le champ, l'ombrage, Les gazons par juin attiédis ; Je lui montrais le pâturage Que nous appelons paradis. – Que fais-tu là ? me dit Virgile. Et je répondis, tout couvert De l'écume du monstre agile : – Maître, je mets Pégase au vert. | Si le passé se reconstruit Dans toute son horreur première, Si l'abîme fait de la nuit, Ô cheval, fais de la lumière. Tu n'as pas pour rien quatre fers. Galope sur l'ombre insondable ; Qu'un rejaillissement d'éclairs Sois ton annonce formidable. Traverse tout, enfers, tombeaux, Précipices, néants, mensonges, Et qu'on entende tes sabots Sonner sur le plafond des songes. Comme sur l'enclume un forgeur, Sur les brumes universelles, Abats-toi, fauve voyageur, Ô puissant faiseur d'étincelles ! Sers les hommes en les fuyant. Au-dessus de leurs fronts funèbres, Si le zénith reste effrayant, Si le ciel s'obstine aux ténèbres, Si l'espace est une forêt, S'il fait nuit comme dans les Bibles, Si pas un rayon ne paraît, Toi, de tes quatre pieds terribles, Faisant subitement tout voir, Malgré l'ombre, malgré les voiles, Envoie à ce fatal ciel noir Une éclaboussure d'étoiles. |

### Alice de Chambrier
La poétesse suisse Alice de Chambrier est l'auteure de Pégase attelé, dans son recueil posthume Au delà :
Oh ! qui dira jamais la douleur impuissante

De Pégase arrêté dans son essor divin

Et qui sent tressaillir son aile frémissante

Sous le harnais pesant qu’il veut briser en vain !

### José-Maria de Heredia
Le poète français d'origine cubaine José-Maria de Heredia a lui aussi dédié l'un de ses poèmes parnassiens à Pégase, dans Les Trophées :
Voici le Monstre ailé, mon fils, lui dit la Muse.

Sous son poil rose court le beau sang de Méduse ;

Son œil réfléchit tout l’azur du ciel natal,

Les sources ont lavé ses sabots de cristal,

À ses larges naseaux fume une brume bleue

Et l’Aurore a doré sa crinière et sa queue…

### Jean Cocteau
Pégase apparaît aussi régulièrement dans les œuvres de Jean Cocteau. 

## Pégase en littérature

### Honoré de Balzac
Honoré de Balzac cite Pégase dans La Peau de chagrin : « La fable des chevaux ailés, notre Pégase, a sans doute pris naissance dans ces pays, où les bergers ont pu voir souvent un onagre sautant d'un rocher à un autre ». Dans Illusions perdues : « Lucien, épris du paradoxe, fit monter son esprit sur ce mulet capricieux, fils de Pégase et de l'ânesse de Balaam », dans Physiologie du mariage : « Sachant mieux monter Pégase que la jument du compère Pierre, ils se marient rarement, habitués qu'ils sont à jeter, par intervalles, leur fureur sur des Chloris vagabondes ou imaginaires », et dans de nombreux romans de La Comédie humaine.

#### Sources primaires
- Voltaire, Dialogue du vieillard et de Pégase, Londres, Typographical Society, Gabriel Grasset, 1774 (lire en ligne).
- Prosper Poitevin, Petits poètes français, depuis Malherbe jusqu'à nos jours, vol. 2, Firmin Didot frères, 1849 (lire en ligne), p. 126-128.

#### Sources secondaires
- Jean Cazeneuve, Les mythologies à travers le monde, Hachette, 1966, 351 p. (présentation en ligne).
- (en) Michael Vannoy Adams, The mythological unconscious, Other Press, 2001, 488 p. (ISBN 978-1-892746-96-2, lire en ligne), « The myth of bellerophon and Pegasus ».
- Bruno Sibona, Le cheval de Mazeppa : Voltaire, Byron, Hugo : un cas d'intertextualité franco-anglaise, L'Harmattan, 2006, 279 p. (ISBN 978-2-296-00320-0, lire en ligne).
- (en) Paul Carus, The History of the Devil and the Idea of Evil from the Earliest Times to the Present Day, NuVision Publications, LLC, 2008, 336 p. (ISBN 978-1-59547-725-5, lire en ligne).

### Dictionnaires
- Académie française, Dictionnaire de l’Académie française, 1835, 6e éd. (lire en ligne).
- E. Jacobi, Dictionnaire mythologique universel, F. Didot, 1863, 6e éd., 515 p. (lire en ligne).